# Ärztekammer (Deutschland)
Ärztekammern sind als berufsständische Körperschaften die Träger der berufsständischen Selbstverwaltung der Ärzte in Deutschland. 

## Allgemeines
Sie nehmen die ihnen auf der Grundlage landesrechtlicher Heilberufe-Kammergesetze übertragenen Aufgaben eigenverantwortlich wahr. Das jeweils zuständige Landesministerium übt die Rechtsaufsicht (nicht die Fachaufsicht) aus. Es gibt 16 deutsche Länder, aber 17 Landesärztekammern, denn in Nordrhein-Westfalen haben die Landesteile Nordrhein und Westfalen-Lippe eigenständige Ärztekammern.

## Organisation
Die Landesärztekammern sind als Körperschaften des öffentlichen Rechts für die Wahrung der beruflichen Belange der Ärzteschaft verantwortlich. Die Bundesärztekammer ist Arbeitsgemeinschaft der deutschen (Landes-)Ärztekammern, ist selbst aber keine Körperschaft des öffentlichen Rechts, sondern als nicht rechtsfähiger Verein organisiert. Jeder Arzt ist Pflichtmitglied der Ärztekammer des Landes, in dem er seine ärztliche Tätigkeit ausübt. Falls er keine ärztliche Tätigkeit ausübt, so bestimmt das für den Wohnsitz gültige Heilberufe-Kammergesetz, ob eine Pflichtmitgliedschaft vorliegt.

## Liste der Ärztekammern
| Ärztekammer                         | Sitz              | Präsident/in          |
| ----------------------------------- | ----------------- | --------------------- |
| Bundesärztekammer                   | Berlin            | Klaus Reinhardt       |
| Landesärztekammer Baden-Württemberg | Stuttgart         | Wolfgang Miller       |
| Bayerische Landesärztekammer        | München           | Gerald Quitterer      |
| Ärztekammer Berlin                  | Berlin            | Peter Bobbert         |
| Landesärztekammer Brandenburg       | Cottbus           | Frank-Ullrich Schulz  |
| Ärztekammer Bremen                  | Bremen            | Christina Hillebrecht |
| Ärztekammer Hamburg                 | Hamburg           | Pedram Emami          |
| Landesärztekammer Hessen            | Frankfurt am Main | Edgar Pinkowski       |
| Ärztekammer Mecklenburg-Vorpommern  | Rostock           | Jens Placke           |
| Ärztekammer Niedersachsen           | Hannover          | Martina Wenker        |
| Ärztekammer Nordrhein               | Düsseldorf        | Sven Dreyer           |
| Landesärztekammer Rheinland-Pfalz   | Mainz             | Günther Matheis       |
| Ärztekammer des Saarlandes          | Saarbrücken       | Markus Strauß         |
| Sächsische Landesärztekammer        | Dresden           | Erik Bodendieck       |
| Ärztekammer Sachsen-Anhalt          | Magdeburg         | Uwe Ebmeyer           |
| Ärztekammer Schleswig-Holstein      | Bad Segeberg      | Henrik Herrmann       |
| Landesärztekammer Thüringen         | Jena              | Hans-Jörg Bittrich    |
| Ärztekammer Westfalen-Lippe         | Münster           | Johannes Albert Gehle |

## Aufgaben
Die Aufgaben der Ärztekammern sind jeweils durch Gesetze der Länder (Kammergesetze) geregelt. Sie umfassen im Allgemeinen:
- Entwicklung von Ordnungen (Satzung der Ärztekammer, Berufsordnung, Weiterbildungsordnung),
- Abnahme von Prüfungen (beispielsweise Facharztprüfungen),
- Überwachung der Berufsausübung der Ärzte,
- Förderung der ärztlichen Fortbildung,
- Förderung von Qualitätssicherungsmaßnahmen,
- Errichtung von Ethikkommissionen,
- Vertretung der Berufsinteressen der Ärzte,
- Unterstützung des öffentlichen Gesundheitsdienstes und fachliche Mitwirkung bei der Gesetzgebung,
- Vermittlung bei Streitigkeiten unter Ärzten sowie zwischen Arzt und Patient,
- Einrichtung von Gutachter- und Schlichtungsstellen zur Klärung von Behandlungsfehlern im Bereich der Arzthaftung,
- Organisation der Ausbildung der Medizinischen Fachangestellten,
- Herausgabe eines offiziellen Mitteilungsorgans (Ärzteblatt),
- Organisation des Melde- und Beitragswesen für alle Mitglieder der Ärztekammer,
- Führen der Ärztestatistik,
- Betrieb von Sozialeinrichtungen für Ärzte und deren Angehörige.

## Geschichte
Die Geschichte der Ärztekammern beginnt in der zweiten Hälfte des 19. Jahrhunderts. Die erste Ärztekammer wurde 1865 in Baden errichtet. 1871 folgte die Ärztekammer für Bayern. Durch eine Königliche Verordnung vom 25. Mai 1887 „betreffend die Einrichtung einer ärztlichen Standesvertretung für Preußen“ war die Errichtung von Ärztekammern schließlich auch in Preußen angeordnet worden.
Seit 1903 wurden in verschiedenen deutschen Bundesstaaten Ärztekammergesetze erlassen.
Während der Zeit des Nationalsozialismus wurden durch die Reichsärzteordnung vom 13. Dezember 1935 (RGBl. I, S. 1433–1444) der Deutsche Ärztevereinsbund und der Hartmannbund aufgelöst und die Ärzte einer staatlich formierten Reichsärztekammer unterstellt. Nach dem Zweiten Weltkrieg lösten die Alliierten die Reichsärztekammer auf.
Danach hatten in den westlichen Besatzungszonen Ärztekammern ihre Arbeit zunächst auf freiwilliger Basis wieder aufnehmen können. Zuerst wurde in Bayern 1946 eine Landesärztekammer als Körperschaft des öffentlichen Rechts gebildet, bis 1962 in allen anderen westdeutschen Ländern und West-Berlin.
Die Finanzierung der Ärztekammern erfolgt durch Beitragszahlungen der Mitglieder, das heißt der Ärzte des jeweiligen Landes. Beiträge zur Landesärztekammer zahlen sämtliche approbierten Ärzte des Landes.